# Richard Reed Parry
Richard Reed Parry (Ottawa, 4 ottobre 1977) è un musicista, polistrumentista, compositore e produttore discografico canadese, membro del gruppo Arcade Fire.

## Biografia
Originario di Ottawa, è cresciuto in una famiglia di musicisti: suo padre faceva parte del gruppo folk Friends of Fiddler's Green, mentre anche sua sorella, Evalyn Perry, è una cantautrice.
Dal 2002 fa parte del gruppo rock Arcade Fire, fondato da Win Butler.
Inoltre fa parte del gruppo post-rock Bell Orchestre, che compone e interpreta musica strumentale.
Ha collaborato anche con i The National (High Violet, 2010), Islands (Return to the Sea, 2007), Little Scream (The Golden Record, 2011), The Unicorns (Who Will Cut Our Hair When We're Gone?, 2004), Sufjan Stevens e altri.

## Discografia
Con gli Arcade Fire
Con i Bell Orchestre
- 2002 - Bell Orchestre
- 2005 - Recording a Tape the Colour of the Light
- 2009 - As Seen Through Windows
- 2009 - Who Designs Nature's How

## Colonne sonore
- The Nest - L'inganno (The Nest), regia di Sean Durkin (2020)